# Perinereis maindroni
Perinereis maindroni är en ringmaskart som beskrevs av Fauvel 1943. Perinereis maindroni ingår i släktet Perinereis och familjen Nereididae. Inga underarter finns listade i Catalogue of Life.